# KFM 뉴스
《KFM 뉴스》는 매일 오전 10시, 매일 오후 2시부터 2시 5분, 매일 오후 4시부터 4시 5분, 매일 밤 8시부터 8시 5분까지 방송했던 경기방송의 라디오 뉴스 프로그램이다.

## 기획의도 / 개요
- 정식 타이틀 편성표 및 아나운서 멘트 모두 KFM 정시 뉴스 또는 경기방송 정시 뉴스로 표기하고 있다.

## 방송 시간
- 매일 오전 10시, 매일 오후 2시, 매일 오후 4시, 매일 밤 8시

## 진행자
- 경기방송 아나운서

## 같이 보기
- 경기방송